# Jean-François Autié
Jean-François Autié, ofta kallad Monsieur Léonard, född 1758, död 1794, var en fransk hårfrisör. Han var hårfrisör till drottning Marie Antoinette. Han var bror till Léonard Autié och övertog 1787 dennes ställning som drottningens hovfrisör. 
Under franska revolutionen följde han 
med kungafamiljen under flykten till Varennes i juni 1791. Han återvände en tid senare till Frankrike. Han arresterades och avrättades under skräckväldet.